# Свети Димитър (Тригонико)
Вижте пояснителната страница за други значения на Свети Димитър.
„Свети Димитър“ (на гръцки: Αγίου Δημητρίου) е възрожденска православна църква в кожанското село Тригонико (Делино), Егейска Македония, Гърция, част от Сервийската и Кожанска епархия.
Църквата е централният храм на селото и е построена преди 1740 година. В 1627 година е спомената църква „Свети Димитър“ в селото. Църквата заедно със селото е изгорена при потушаването на въстанието от 1854 година. В 1863 година е възстановена.
В архитектурно отношение представлява трикорабна базилика с женска църква. Първоначално има два входа от юг – един за женската църква и един за главния храм. По-късно е направен вход и от север. Храмът има и триетажна камбанария с часовник от 1960 година. Има една икона от 1774 година, останалите са от 1860, 1864, 1899 и 1890 година.